# 法国共产党总部
法国共产党总部（法語：Siège du Parti communiste français）是位于法国巴黎十九区法比安上校广场2号的现代主义建筑。该建筑的主要设计师是巴西的共产党党员、著名建筑师奧斯卡·尼邁耶，他于1965年与让·普鲁维、让·德罗什和保罗·切梅托夫共同绘制了草图。该建筑的建造工作始于1968年，主体部分于1971年完成，而圆顶、广场和地下大厅则在1979年－1980年完成。

法国共产党总部